# Атанас Сребрев
Атанас Михайлов Сребрев е български филмов и озвучаващ актьор, и певец.

## Биография и творчество
Роден е на 19 април 1971 г. в град София, Народна република България.
През 2001 г. завършва НАТФИЗ „Кръстю Сарафов“ със специалност актьорско майсторство за „Мюзикъл“ в класа на проф. др. Бистра Атанасова и асистент Елена Цикова.
Сребрев има множество участия в чуждестранни продукции. Популярен е с ролята си на Бранимир Андонов („Бранко“) в криминалния сериал „Къде е Маги?“, излъчван по bTV от 2012 г. до 2013 г.
През 2013 г. е водещ на втория сезон на научнопопулярната поредица „Големите загадки“, излъчен също по bTV.
През 2016 г. участва в музикално-танцовия филмов спектакъл на ансамбъл „Българе“ – „Осмото чудо“ в ролята на унгарския композитор Бела Барток.
Сребрев играе в музикални постановки, измежду които са „Магьосникът от Оз“, „Чикаго“, „Моята прекрасна лейди“ и „Клетниците“ на Софийската опера.

## Кариера в дублажа
Сребрев се занимава с озвучаване на филми, сериали и реклами от 1999 г. Той е озвучавал в дублажните студия „Александра Аудио“, „Доли Медия Студио“, „Андарта Студио“, „Про Филмс“ и „Арс Диджитал Студио“.
Първите озвучени филми на Сребрев са „Принцът на Египет“, където изпълнява песните на Хотеп, и Шанг в анимационния филм на Дисни – „Мулан“.
Изпълнява някои песни като беквокалист.
Сред ролите му в дублажа са Тед Темпелтън в „Бебе Бос“, Батман в поредицата „LEGO: Филмът“, Мъдрият котарак в „Откраднатата принцеса“, Дюк Кабуум в „Играта на играчките: Пътешествието“, Супермен в „DC Лигата на супер-любимците“ и други.
Той е един от гласовете на „Нешънъл Джиографик“.

## Филмография
Български продукции
- „Пъзел“ (2012) – Емил
- „Къде е Маги?“ (2012) – Бранимир Андонов („Бранко“)[9]
- „Осмото чудо“ (2016) – Бела Барток, унгарски композитор
- „Златната ябълка“ (2018) – Вулкан Змей (глас)

Чуждестранни продукции
- „Американски тюлени 3: Живи или мъртви“ (2001) – Роджърс
- Shark Attack 3: Megalodon (2002) – Фрийдман
- „Плъхове“ (2002) – Репортер 1
- „Смъртоносният влак“ (2002) – Джеф
- „Пехотинци“ (2003) – Андерсен
- „Ад“ (2003) – Миша
- „Ловец на извънземни“ (2003)
- „Подводници“ (2003) – Томпсън
- „Небесни шерифи“ (2003) – Люк
- „Въздушен удар“ (2003) – Каш
- Maximum Velocity (2003) – Пилот / 747
- Epoch: Evolution (2003) – Мъж
- Alien Lockdown (2004) – Темпъл
- „Спартак“ (2004) – Центурион 3
- „Леден апокалипсис“ (2004) – Войник Тобин
- „Боа срещу Питон“ (2004) – Фоли
- Phantom Force (2004) – Кайл Хъдсън
- Rature Unleashed: Avalanche (2004) – Борис
- Raptor Island (2004) – Саймън
- Mansquito (2005) – Пазач на затвора #2
- Raging Sharks (2005) – Карло
- Alien Siege (2005) – Том
- „Под водата“ (2005) – Офицер от полицията №1
- „Икона“ (2005) – Миша
- Hammerhead (2005) – Ерик Андерсън
- Target of Opportunity (2005) – Ленков
- Path of Destruction (2005) – Пърсел
- „Механикът“ (2005) – Джон Ридли
- Locusts: The 8th Plague (2005) – Хендерсън
- Manticore (2005) – Чармс
- „В тила на врага II: Оста на злото“ (2006) – Балантайн
- „Фаворитът 2“ (2006) – Дмитри
- „Ханибал“ (2006) – Генерал и римски офицер
- „Черната дупка“ (2006) – Водач на „Делта Тийм“
- „Династията на дракона“ (2006) – Луиджи
- „Договорът“ (2006) – Родригес
- „Нечестиви малки неща“ (2006) – Ръсел
- Basilisk: The Serpent King (2006) – Симс
- „Грендел“ (2007) – Вулфгар
- „Размени“ (2007) – Томас
- „До смърт“ (2007) – Господин Милистейн
- „Харпии“ (2007) – Хамиш
- „Да намериш Рин Тин Тин“ (2007) – Войник #1
- „Изгубената колония“ (2007) – Самюъл Филиън
- „Хитман“ (2007) – Кореспондент на новините
- „Пастирът“ (2008) – Дешон
- „Проклятието на змиите“ (2008) – Джосая
- „Търси се герой“ (2008) – Барман
- „Ковчегът на чудовището“ (2008) – Ноа
- „Акула във Венеция“ (2008) – Капитан Бонасера
- „Принцът и аз 3: Кралски меден месец“ (2008) – Говорител
- „Кодът“ (2009) – Ченге
- „Подаръкът“ (2009) – NSA #1
- It's Alive (2009) – Полицай
- Star Runners (2009) – Сантен
- Infestation (2009) – Wildeyes
- „Главно представление“ (2009) – Енцо
- „Вестоносци 2: Плашилото“ (2009) – Томи
- „Турнирът“ (2009) – Ник Франк
- „Нинджа“ (2009) – Детектив Вукович
- Ghost Town (2009) – Шериф
- „Тъмната реликва“ (2010) – Артур
- Arctic Predrator (2010) – Рос
- „Спокойното езеро 3“ (2010) – Джонас
- Prowl (2011) – Макс
- The Task (2011) – Боб
- Super Tanker (2011) – Полковник Хенли
- Cold Fusion“ (2011) – Дейвид Сенаторе
- Red Faction: Origins (2011) – Минър
- „Яростта на Йети“ (2012) – Айдълман
- Miami Magma (2012) – Били
- „Ел Гринго“ (2012) – Полицай Рик
- „Вампирска нация“ (2012) – Мариус
- „Москва 2017“ (2012) – Джон
- Deadly Descent (2013) – Уейн
- „Паяци“ (2013) – Джими
- „Компания на герои“ (2013) – Полицай на OSS
- Jet Stream (2013) – Агент Бо
- Robocroc (2013) – Маршъл
- Taken: The Search for Sophie Parker (2013) – Агент на ФБР
- Supercollider (2013) – Полицай Осбърн
- „Наближаващи врагове“ (2013) – Агент Джонсън
- „300: Възходът на една империя“ (2014) – Блексмит
- „Поддубный“ (2014) – Служител
- „Том Сойер и Хъкълбери Фин“ (2014) – Док Робинсън
- „Индекс нула“ (2014) – Пазач #2
- The Throwaways (2015) – Принцтън
- „Оцеляване“ (2015) – Нюйоркски снайперист
- „Руби, младата вещица“ (2015) – Треньор Балард
- „Робоакула“ (2015) – Уилсън
- Re-Kill (2015) – Техник
- „Престъпник“ (2016) – Дони Харис
- Section Zero (2016) – Офицер на черния отряд
- „Бунтът на варварите“ (2016) – Метел
- Sniper: Ghost Shooter (2016) – Аналитик на ЦРУ
- Beyond Valkyrie: Dawn of the 4th Reich (2016) – Хелър
- „Механикът: Възкресение“ (2016) – Капитан
- „Охрана“ (2017) – Агент
- Nightworld (2017) – Алекс
- Valentine's Again (2017) – Морис
- „Да обичаш Пабло“ (2017) – Агент Холанд
- „Отмъщение“ (2017) – Партньор
- „Рим е направен за осем дни“ (2017) – Батиат
- „Забравена“ (2017) – Адвокат (три епизода)
- The Remission Path (2017) – Орегон
- Day of the Dead: Bloodline (2017) – Франк
- „Стъклен ад“ (Кристален ад) (2017) („Crystal Inferno“) – Ерик Стийл
- „Категория 5“ (2018) – Морис
- „Унищожителят“ (2018) – Руски командир
- „211“ (2018) – Капитан Хорт
- „Ангелът“ (2018) – Професор по химия
- „Умираме млади“ (2019) – Агент на ФБР
- „Хелбой“ (2019) – Агент Мадисън
- „Код: Ангелът“ (2019) – Агент #3
- A Paris Romance (2019) – Хенри
- Very Valentine (2019) – Скот Хачър
- „Рамбо: Последна кръв“ (2019) – American Merc
- „Коледа като по поръчка“ (2019) – Стенли
- „Търси и унищожи“ (2020) – Харис
- „След падането“ (2021) – Ричард Йънг[10]
- „Памет“ (2022) – Доктор Майърс
- Valley of Love (2022) – Хенри Стивънс
- „След щастливия край“ (2022) – Ричард Йънг
- „Висока земя“ (2024) – шериф Елиът

## Роли в озвучаването
| Актьор            | Филми/Сериали                                                             | Роля                 |
| ----------------- | ------------------------------------------------------------------------- | -------------------- |
| Джеймс Ърл Джоунс | Междузвездни войни: Бунтовниците Rogue One: История от Междузвездни войни | Дарт Вейдър          |
| Джемейн Клемент   | Смелата Ваяна Смелата Ваяна 2                                             | Таматоа              |
| Джими Кимъл       | Бебе Бос Бебе Бос 2: Семейни работи                                       | Тед Темпелтън старши |
| Уил Арнет         | Лего Батман: Филмът (дублаж на „Доли Медия Студио“) LEGO: Филмът 2        | Брус Уейн/Батман     |

Анимационни сериали
- „OK, Кей О! Да бъдем герои!“ – Злъчнозлоб, Ернесто, Реймънд, Слънце, Джетро, 2017
- „Мао Мао: Герои на Чистото сърце“ – Мао Мао, 2020
- „Поща Средновръх“ – Ангъс, 2021
- „Шоуто на Том и Джери (сериал, 2014)“, 2015
- „Юникити“, 2018

Анимационни филми (нахсинхронен дублаж)
- „101 далматинци II: Приключението на Пач в Лондон“ – Други гласове, 2008
- „DC Лигата на супер-любимците“ – Супермен (Джон Кразински), 2022[11]
- „LEGO: Филмът 2“ – Брус Уилис, 2019
- „Top Cat: Началото на мафията“, 2015
- „Аристокотките“ – Други гласове, 2008
- „В небето“ – Дежурен, 2009
- „Ела, изпей!“ – Майк (Сет Макфарлън), 2016
- „Ела, изпей! 2“ – Джими Кристъл (Боби Канавале), 2021
- „Играта на играчките: Пътешествието“ – Дюк Кабуум (Киану Рийвс), 2019
- „Как да си дресираш дракон“ – Други гласове, 2010
- „Костенурките нинджа“ – Макс Уинтърс (Патрик Стюарт), 2007
- „Котаракът в чизми“ – Други гласове, 2011
- „Крадци на ядки“ – Кинг, 2013
- „Маймунджилъци“, 2015
- „Мулан“ – Шанг (Би Ди Уонг), 2000
- „Огнено сърце“ – Ник Нолан (Кенет Брана), 2022
- „Откраднатата принцеса“ – Мъдрият котарак, 2018[12]
- „Плоуи: Сам не ще летиш!“ – Сянката, 2018[13]
- „Рапунцел и разбойникът“ – Влад / Други гласове, 2010
- „Ронал Варварина“ – Горак, 2012[14]
- „Седмото джудже“ – Пъргавко, 2015
- „Смелата Ваяна“ – Таматоа (Джемейн Клемент), 2016
- „Снежната кралица 3: Огън и лед“ – Други гласове, 2017
- „Снежната кралица 4: Огледалното кралство“ – Други гласове, 2019
- „Сто и един далматинци“ – Други гласове, 2008
- „Таласъми ООД“ – Други гласове, 2002
- „Том и Джери: Филмът“ (дублаж на Александра Аудио), 2013
- „Тролчета“ – Други гласове, 2016
- „Търсенето на Дори“ – Други гласове, 2016
- „Университет за таласъми“ – Други гласове, 2013
- „Хотел Трансилвания 2“ – Други гласове, 2015
- „Хотел Трансилвания 3: Чудовищна ваканция“ – Стан (Крис Парнел), 2018
- „Храбро сърце“ – Други гласове, 2012
- „Цар лъв“ – Други гласове, 2019
- „Чаровният принц“ – Други гласове, 2018
- „Шрек завинаги“ – Вълка, 2010
- „Щъркелчето Ричард“ – Други гласове, 2017

Вокален изпълнител
- „Американска приказка 2: Файвъл покорява запада“, 2000
- „Американска приказка 3: Съкровището на Остров Манхатън“, 2000
- „Алиса в Страната на чудесата“ – Карта, 2004
- „Балто 2: По следите на вълка“, 2002
- „Клуб Маус“ – Беквокал (със Кирил Бояджиев), 2003
- „Книга за джунглата“ – Бъзи, 2000
- „Напред“ – Барли („Търсене“), 2020
- „Облачно с кюфтета 2: Отмъщението на огризките“, 2013
- „Принцът на Египет“ – Хотеп, 1999
- „Чуден свят“, 2022

Игрални филми (нахсинхронен дублаж)
- „Rogue One: История от Междузвездни войни“ – Дарт Вейдър (Джеймс Ърл Джоунс), 2016
- „Гарфилд 2“ – Други гласове, 2006
- „Драконът, моят приятел“ – Гавин (Карл Ърбан), 2016
- „Мъпетите“ – Бобо / Ролф, 2011
- „Мулан“ – Други гласове, 2020
- „Смърфовете“ – Други гласове, 2011

Хоров изпълнител
- „Аладин и царят на разбойниците“, 2004
- „Бамби 2“, 2006
- „Барток Великолепни“, 1999
- „Вълшебната Коледа на Мики“, 2004
- „Див живот“, 2006
- „Замръзналото кралство“, 2013
- „Играта на играчките 2“, 2008
- „Йосиф: Господарят на сънищата“, 2001
- „Камбанка и изгубеното съкровище“, 2009
- „Книга за джунглата 2“, 2007
- „Красавицата и Звяра“, 2002
- „Ледена епоха 2: Разтопяването“, 2006
- „Лоракс“, 2012
- „Малката русалка“, 2006
- „Малката русалка“, 2023
- „Мери Попинз се завръща“, 2018
- „Мечо Пух“, 2011
- „Омагьосаният император“, 2001
- „Рапунцел и разбойникът“, 2010
- „Рио 2“, 2014
- „Спящата красавица“, 2008
- „Тигър“, 2001
- „Хортън“, 2008
- „Цар лъв 2: Гордостта на Симба“, 2004
- „Цар лъв 3: Хакуна матата“, 2004

## Други дейности
Сребрев е член на управителния съвет на гилдията на артистите, работещи в дублажа (ГАРД).

## Личен живот
Сребрев е женен за балерината Галина Сребрева, с която имат три деца – Михаил, Самуил и Любена.